# Dolichoderus piceus
Dolichoderus piceus é uma espécie de formiga do gênero Dolichoderus.